# Pokrovsk (Sakhà)
Pokrovsk (en iacut: Покровскай, Pokrovskai; en rus: Покро́вск) és una ciutat russa de la República de Sakhà situada a 70 km al sud de Iakutsk, al Riu Lena. La seva població l'any 2002 era de 10.092 habitants.
Els cosacs la van fundar l'any 1682 amb el nom de Karaülni Mis. L'any 1941 va canviar el seu nom per l'actual i va assolir la categoria de ciutat l'any 1998.

## Economia
Basa una part de l'economia en el sector primari de la construcció, amb les fàbriques de totxos i els productes de formigó armat; en l'agricultura, amb cereals i patates; i en la ramaderia amb ramats bovins i cavalls.